# Dinarthrum laeve
Dinarthrum laeve är en nattsländeart som beskrevs av Ito 1984. Dinarthrum laeve ingår i släktet Dinarthrum och familjen kantrörsnattsländor. Inga underarter finns listade i Catalogue of Life.